# Regetovská voda
Regetovská voda - potok w Beskidzie Niskim na Słowacji w dorzeczu Ondawy, prawostronny dopływ rzeczki Kamenec.
Źródła na wysokości ok. 640 m n.p.m. po południowej stronie głównego grzbietu Karpat w rejonie Przełęczy Regetowskiej. Spływa w kierunku południowo-wschodnim głęboką doliną pomiędzy grzbietem Jaworzyny Konieczniańskiej (po lewej) a grzbietem biegnącym od granicznego Obycza po prawej. Przepływa przez wieś Regetovka, po czym nieco ponad wsią Chmeľová, na wysokości ok. 375 m n.p.m., uchodzi do Kamenca.
Doliną Regetovskéj vody prowadzi żółto znakowany szlak turystyczny z Regetovki na Przełęcz Regetowską.